# White Summer
"White Summer" é uma canção instrumental do guitarrista britânico Jimmy Page, que incorpora influências musicais indianas e árabes. Ela foi inicialmente gravada e tocada com os Yardbirds e posteriormente incluída em muitos shows do Led Zeppelin. Segundo o biógrafo Keith Shadwick, é baseada em uma velha canção folclórica irlandesa, "especificamente derivada de 'She Moved Through the Fair' na versão de [Davy] Graham em 1963, que por sua vez foi creditada a Padraic Colum". A canção posterior do Led Zeppelin, "Over the Hills and Far Away" foi "desmembrada" de "White Summer", bem como um instrumental inédito de 20 minutos gravado no início de 1974, em Headley Grange.

## Canção dos Yardbirds
"White Summer" foi gravado entre 28-29 de abril de 1967 no De Lane Lea Studios, em Londres. Jimmy Page foi o único membro da banda a participar da gravação e foi acompanhado por Chris Karan na tabla e um músico não identificado de oboé dobrando a linha melódica. A música combina elementos da tradição oriental, assim como a música ocidental.